# Segonzac (Dordoña)
 Segonzac  (también así en occitano) es una población y comuna francesa, situada en la región de Aquitania, departamento de Dordoña, en el distrito de Périgueux y cantón de Montagrier.

## Demografía
| 128 | 124 | 233 | 217 | 210 | 217 |
| Para los censos de 1962 a 1999 la población legal corresponde a la población sin duplicidades (Fuente: INSEE [Consultar]) |     |     |     |     |     |